# Луций Хортензий
Луций Хортензий (на латински: Lucius Hortensius) е римски политик и оратор.

## Биография
Произлиза от плебейската фамилия Хортензии. Потомък е на Квинт Хортензий, римски диктатор през 287 пр.н.е., написал закона Lex Hortensia, и на Квинт Хортензий (консул 108 пр.н.е.).
Луций Хортензий служи като проконсул в Сицилия. Жени се за Семпрония, дъщеря на историка Гай Семпроний Тудицан (консул 129 пр.н.е.). Двамата имат през 114 пр.н.е. син Квинт Хортензий Хортал, голям оратор и консул 69 пр.н.е. Той се жени за Лутация, която е дъщеря на Квинт Лутаций Катул (консул 102 пр.н.е.) и Сервилия от Цепионите и полусестра на Квинт Лутаций Катул (консул 78 пр.н.е.). Втората му съпруга е Марция, дъщеря на Луций Марций Филип (консул 56 пр.н.е.), с която няма деца.
Дядо е на децата на Квинт Хортензий Хортал с Лутация:
- Хортензия, която е първата позната римлянка – ораторка
- Квинт Хортензий, претор 45 пр.н.е.

Прадядо е на Сервилия, дъщерята на Хортензия с Квинт Сервилий Цепион, който осиновява през 59 пр.н.е. племенника си Марк Юний Брут.